# Keyword (пісня)
«Keyword» / «Maze» — 21-й японський сингл Tohoshinki, випущений 12 березня 2008 року. Сингл є п'ятою і останньою частиною проєкту «Trick» в альбомі T. За перший тиждень було продано найбільше копій синглів TRICK — 21 097.

## Список композицій

### CD
1. «Keyword»
2. «Maze» (Jejung from 東方神起)
3. «Keyword» (Less Vocal)
4. «Maze» (Less Vocal) (Jejung from 東方神起)

## Історія релізу
| Країна         | Дата            |
| -------------- | --------------- |
| Японія         | 12 березня 2008 |
| Південна Корея | 12 березня 2008 |

## Чарти

### Чарт Oricon (Японія)
| Реліз           | Чарт                        | Найвища позиція | Продажі |
| --------------- | --------------------------- | --------------- | ------- |
| 12 березня 2008 | Oricon Daily Singles Chart  | 5               |         |
| 12 березня 2008 | Oricon Weekly Singles Chart | 7               | 21 097  |
| 12 березня 2008 | Oricon Yearly Singles Chart | 275             | 26 675  |

### Чарт альбомів та синглів Korea Top 20 (Південна Корея)
| Реліз           | Чарт                | Найвища позиція | Продажі |
| --------------- | ------------------- | --------------- | ------- |
| 13 березня 2008 | March Monthly Chart | 1               | 12 000  |